# Rudolf Karazman

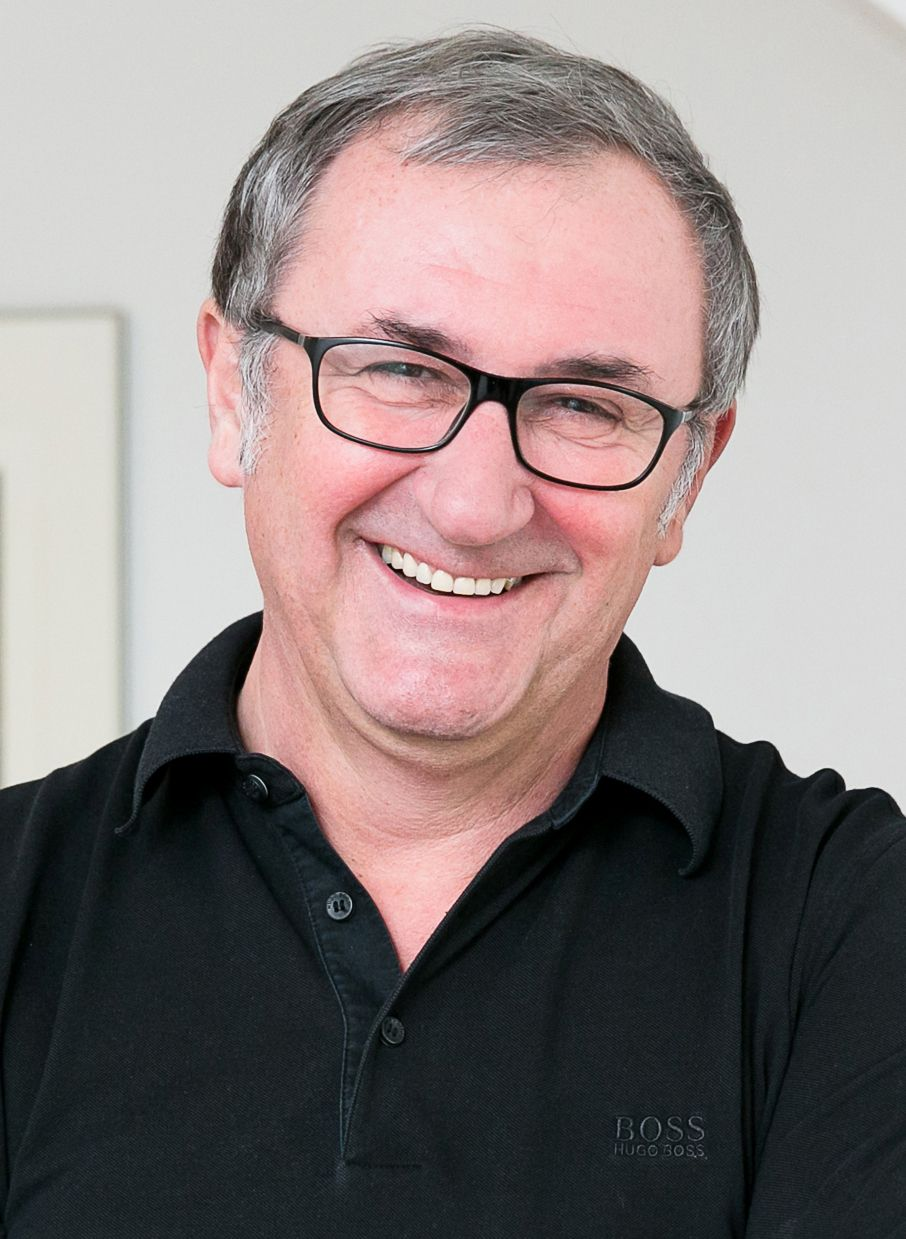
Rudolf Karazman (2015)

Rudolf Karazman (* 22. April 1955 in Nikitsch) ist ein österreichischer Facharzt für Psychiatrie und Neurologie, Arzt für Arbeitsmedizin und Psychotherapeut (Existenzanalyse). Rudolf Karazman ist der Entwickler des Human Work Index und des Führungsansatzes Human Quality Management. Er ist Gründer der IBG Innovatives Betriebliches Gesundheitsmanagement GmbH (1995) und Lektor an der WU Wien sowie MedUni Zagreb.

## Leben
Rudolf Karazman wurde als Sohn einer burgenländisch-kroatischen Bauernfamilie geboren. Er maturierte 1973 am Gymnasium BRG 15 in Wien. Karazman promovierte 1985 in Medizin und dissertierte im Fach Psychologie. 1986 begann er an der Universitätsklinik für Psychiatrie Wien die Ausbildung zum Facharzt. In seiner Psychotherapeuten-Ausbildung orientierte er sich an Viktor Frankls Existenzanalyse und Logotherapie. Viktor Frankls Thesen prägen den IBG-Beratungsansatz bis heute. An der Universitätsklinik für Psychiatrie gründete er 1990 eine Forschungsgruppe Arbeitspsychiatrie.
Nach ersten arbeitswissenschaftlichen Projekten baute Karazman 1995 die IBG-Innovatives Betriebliches Gesundheitsmanagement GmbH auf, die er bis zu seinem Rückzug 2005 operativ leitete. Karazman ist bis heute Hauptgesellschafter der IBG und verantwortlich für Forschung & Entwicklung. Auf europäischer Ebene gibt es eine enge Zusammenarbeit mit Instituten in Finnland (Finnish Institute for Occupational Health) und Kroatien (South Eastern Workplace Academy, die von Karazman mitbegründet wurde). 1998 wurde er Lektor an der WU Wien/Human Resources Management sowie an der Akademie für Arbeitsmedizin. 2015 erschien sein jüngstes Buch „Human Quality Management – Menschengerechte Unternehmensführung“ (Springer Gabler Verlag, 2015). Seit 2014 trägt er den Berufstitel „Professor“. Rudolf Karazman ist verheiratet mit Inge Karazman-Morawetz, Soziologin und Mitbegründerin IBG, und hat einen Sohn.
Karazman war in den 80ern Saxofonist der Punkband Drahdiwaberl und danach Bandmitglied bei Bolschoi Beat. 2015 produzierte er mit Bolschoi Beat und dem Falco-Bandleader Peter Vieweger die CD Kosmonauten der Liebe.

## Humanökologisches Modell der Arbeit

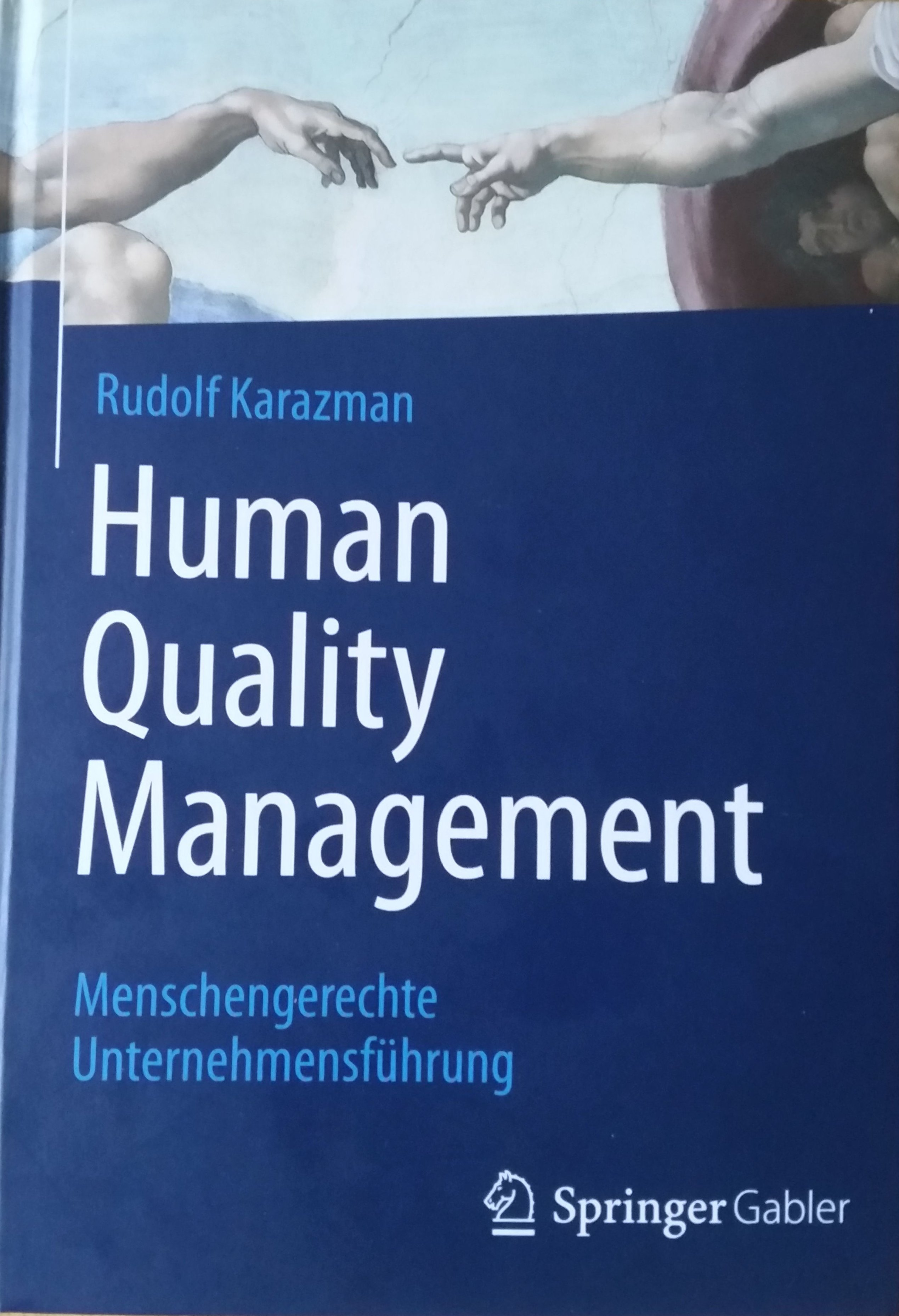
Buchcover Human Quality Management, Springer-Gabler 2015

Rudolf Karazmans „humanökologisches Modell der Arbeit“ geht davon aus, dass Arbeit Gesundheit und Entwicklung des Menschen fördert, wenn die Arbeitswelt durch drei Qualitäten gekennzeichnet ist:
- soziale Einbeziehung
- Sinnfindung durch sinnvolle Herausforderungen
- regenerierbare Anstrengung

Ein derart gestalteter Arbeitsablauf ermöglicht laut Karazman die beste Leistung, weil dadurch Zusammenarbeit, Engagement und Arbeitsfähigkeit zusammengeführt werden können. Daher sei das humanökologische Modell eine Zielgröße strategischer Unternehmensführung im Human Quality Management. Fehlen diese Qualitäten, so steige das Risiko von Krankheit, Krise oder Konflikten, weil der Arbeitsalltag den Menschen erschöpfe und keine Bereicherung mehr biete.

## Human Quality Management
Human Quality Management ist der von Rudolf Karazman entwickelte strategische Führungsansatz, bei dem die optimale Leistung durch beste Entwicklung der Mitarbeiter erreicht werden soll. Er habe eine menschengerechte (humanökologische) Unternehmensorganisation zum Ziel, die durch hohe Arbeitsqualität Gesundheit und Persönlichkeit fördere und gleichzeitig mit nachhaltig hohen Leistungen verbunden sei. Zielgröße ist das „Arbeitsvermögen“, definiert als Mögen und Vermögen der Mit-Arbeiter zur Mit-Arbeit. Maßstab für die Höhe des Arbeitsvermögens und damit ein zentraler Steuerindikator für das Unternehmensmanagement ist der Human Work Index, der sich aus Zusammenarbeit, Sinnfindung und Arbeitsbewältigung zusammensetzt. Das Arbeitsvermögen gilt nach Karazman als hoch, wenn diese drei Faktoren in Einklang gebracht werden. Mitarbeiter mit hohem Arbeitsvermögen verzeichnen sich in der Arbeit eine persönliche Weiterentwicklung, die Gesundheit und Innovationsbereitschaft im Arbeitsumfeld, aber auch im Privaten fördert.

## Ausprägungen von Arbeitsvermögen
- Ein durchschnittliches Arbeitsvermögen ist durch unpersönliche Routine gekennzeichnet; die Arbeit wird nicht als interessant und erfüllend erlebt, sondern dient dem Zweck, Geld zu verdienen, um erst privat Sinnerfüllung zu finden.
- Mittleres Arbeitsvermögen wirkt nicht nachhaltig.
- Ein niederes Arbeitsvermögen ist durch chronische körperliche Überforderung, professionelle Unterforderung und soziale Diskriminierung gekennzeichnet und führt mittelfristig zu Krankheit, Krise oder Kündigung.[5]

## Human Work Index

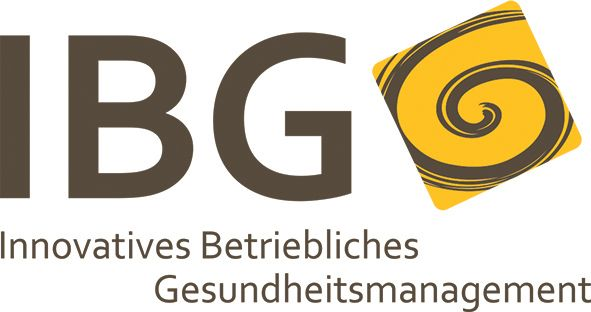
IBG beschäftigt 2019 rund 170 Mitarbeiter, 70 davon sind ArbeitsmedizinerInnen

Der von Rudolf Karazman gemeinsam mit seiner Frau Inge Karazman-Morawetz entwickelte Human Work Index misst durch Befragung der Mitarbeiter subjektiv das Arbeitsvermögen und das Führungsvermögen in einem Unternehmen. Mit seiner Hilfe lassen sich Prognosen für die Verbleibswahrscheinlichkeit von Mitarbeitern treffen und Perspektiven für das Umsatzwachstum schätzen. Basis des Indikators sind 30 Fragen, deren Antworten durch einen Algorithmus auf den Human Work Index übertragen werden. Der vom Ehepaar Karazman entwickelte Algorithmus ist das Ergebnis von rund 100 betrieblichen Projekten, die in 20 Jahren auf einer Datenbasis von über 100.000 Arbeitnehmern durchgeführt wurden. Mit Hilfe des Indexes können Aussagen über Gesundheit, Wohlbefinden und Lebensqualität der Belegschaft getroffen werden. Laut Karazman ist er der erste Human-Indikator der Arbeitswelt, der aus der Höhe des gegenwärtigen Arbeitsvermögens der Mitarbeiter Prognosen für die Stabilität der Belegschaft wie der Wirtschaftlichkeit über fünf Jahren erlaubt.

## Publikationen
- Human Quality Management – Menschengerechte Unternehmensführung. Springer-Verlag, Berlin/Heidelberg 2015, ISBN 978-3-662-45464-0.
- mit H. Geissler, N. Winker, I. Kloimüller (Hrsg.): Betriebliche Gesundheitsförderung für älterwerdende Arbeitnehmer. Verlag für Gesundheitsförderung, Gamburg 1995.
- mit Ch. Staudinger (Hrsg.): Gesunde Arbeitszeiten im Pflegeberuf. (in Zusammenarbeit mit der Generaldirektion des KAV Wien). Verlag für Gesundheitsförderung, Gamburg 1999, ISBN 3-929798-23-9.[8]
- mit I. Kloimüller, Th. Gabriel, E. Domburg: Generationenmanagement. Generationengerechte Arbeitswelt – produktives Älterwerden im Arbeitsprozess und wie es gelingen kann! EURAG-Österreich, 2008.
- Nikitsch/Filež – leben und lieben an der Grenze. edition lex liszt 12, Oberwart 2021, ISBN  978-3-99016-190-6.
- Proletenpassion Gradišćanska. Gedichtzyklus zum Leiden und Werden im kroatischen Leben. edition lex liszt 12, Oberwart 2024, ISBN 978-3-99016-261-3.
- Antislawismus. Tausend Jahre Kolonisierung und Menschenjagd. edition lex liszt 12, Oberwart 2024, ISBN 978-3-99016-263-7.